# Тайская партия прогресса
«Тайская партия прогресса» (тайск. ไทยก้าวหน้า; также известная как «Тай Као На») — тайская политическая партия.

## История
«Тайская партия прогресса» была основана в 2022 году. На парламентских выборах 2023 года партия получила поддержку только 34 559 избирателей (0,09% голосов). Однако в конце 2023 года, член Палаты представителей от «Движения вперёд» Чайямпхаван Манпианджит, избранный в Бангкоке, был исключён из партии из-за скандала с сексуальным домогательством. После этого депутат перешёл в ряды «Тайской партии прогресса», заполучившей таким образом одно место в парламенте.

## Политическая программа
«Тайская партия прогресса» в ходе предвыборной кампании в 2023 году продвигала семь политик:
- Выделение средств на проживание для граждан в размере 5000 бат в месяц (цифровая система подачи заявок);
- Создание Народного денежного фонда для оплаты расходов, связанных со смертью (500 000 бат на каждый случай);
- Ежемесячное пособие на ребёнка в размере 2000 бат (от рождения до 10 лет);
- Пособие за риск для охранников, сотрудников на транспорте, волонтёров-спасателей, камнанов и деревенских старост в размере 1500 бат в месяц;
- Фонд выхода на пенсию для охранников и домохозяек в размере 10 000 бат в месяц;
- Справедливые меры контроля над ценами на нефть и электроэнергию;
- Повышение заработной платы учителей на 10% и снижение процентных ставок по кредитам для учителей и государственных служащих до 2% сроком на 5 лет.

## Руководящий состав
По состоянию на 2024 году руководство партии выглядит следующим образом:
- Председатель: Вочапон Бусамонгкол
- Генеральный секретарь: Пучис Сричароен
- Партийный казначей: Танапат Савангвонг
- Член парламента от партии: Чайямпхаван Манпианджит